# Kuorekari (ö i Övre Birkaland, lat 61,91, long 23,98)
Kuorekari är en ö i Finland. Den ligger i sjön Palovesi och Jäminginselkä och i kommunen Ruovesi i den ekonomiska regionen  Övre Birkalands ekonomiska region  och landskapet Birkaland, i den södra delen av landet, 200 km norr om huvudstaden Helsingfors. Öns area är 0,2 hektar och dess största längd är 60 meter i öst-västlig riktning.